# Wolfgang Katzheimer

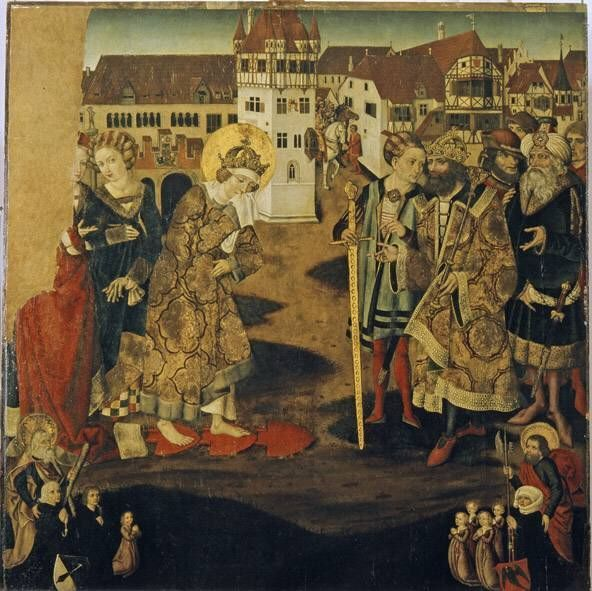
Wolfgang Katzheimer – Feuerprobe der hl. Kunigunde – L 1031 – Bayerische Staatsgemäldesammlung

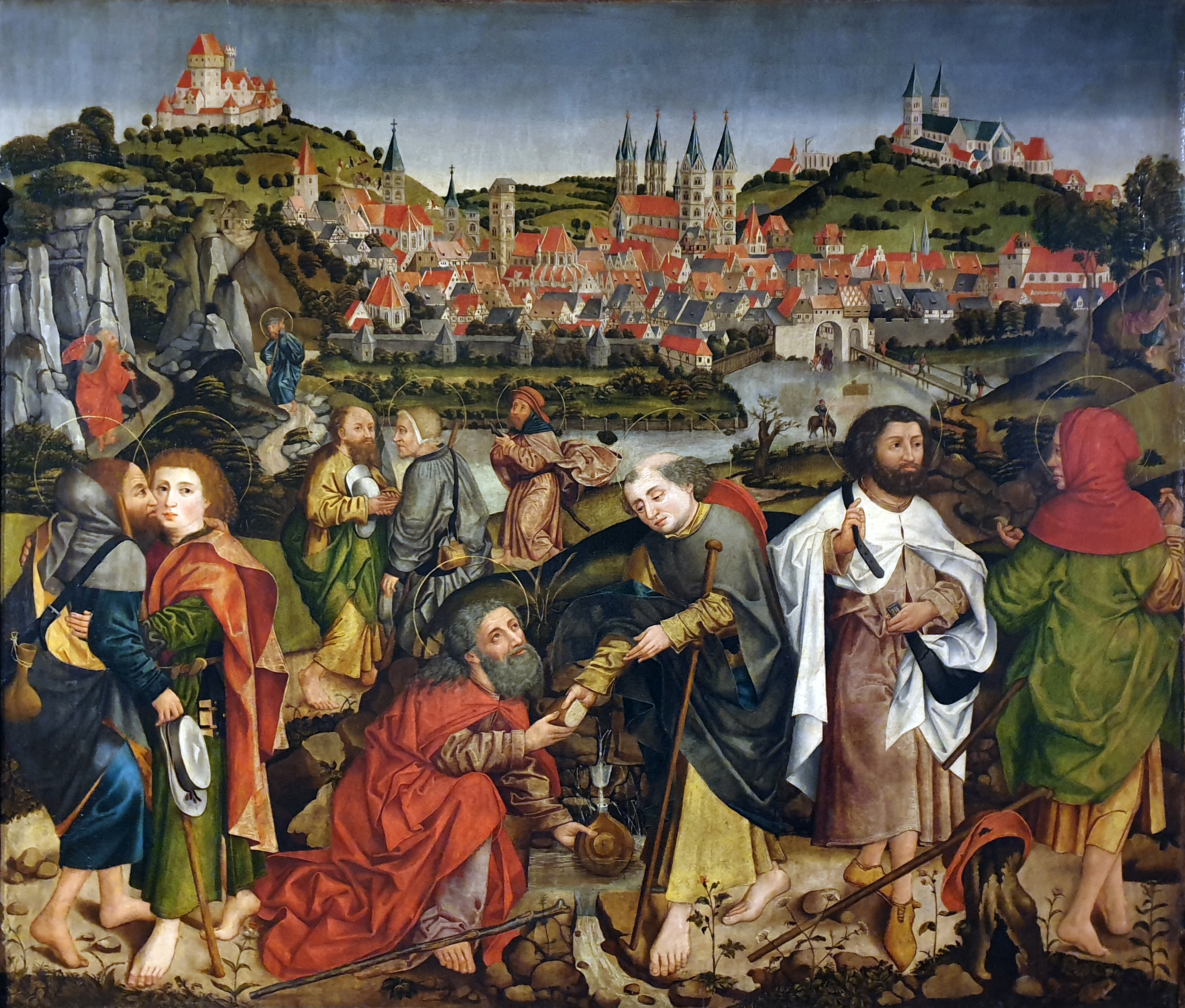
„Verabschiedung der Apostel“ (1483), Autorenschaft Wolfgang Katzheimers umstritten

Wolfgang Katzheimer der Ältere (* um 1445; † 1508) war ein deutscher Maler und Graphiker, der ab 1465 in Bamberg nachweisbar ist und dann vor allem im Dienst der Bischöfe von Bamberg stand. Er war der führende Maler in Bamberg in seiner Zeit.

## Werk
Katzheimer wird das erste Bamberger Stadtporträt zugeschrieben.
Die Verabschiedung der Apostel, wohl 1483 für den Apostelaltar von St. Martin in Bamberg entstanden, wird Katzheimer zugeschrieben; seine Autorenschaft ist aber umstritten. Heute im Historischen Museum Bamberg, zeigt es die Abschied nehmenden Apostel vor der Kulisse der Stadt Bamberg. Im Hintergrund sind die Altenburg, die Obere Pfarre, der Bamberger Dom und das Kloster Michelsberg zu sehen.